# Inner City Unit
Inner City Unit (ICU) — британская рок-группа, образованная в 1980 году саксофонистом и флейтистом Hawkwind Ником Тёрнером, и исполнявшая экспериментальный спейс-рок с элементами прог- и панк-рока, джаза и свинга.
В числе музыкантов группы (состав которой с годами менялся) были Дед Фред Ривз и Дэйв Андерсон (одно время также игравшие в Hawkwind), Тревор Томс и Дино Феррари (из группы Стива Перегрина Тука Steve Took’s Horns), а в 1982 году — и Роберт Калверт (альбом Ersatz, 1982).
Выпустив пять студийных альбомов, группа распалась, но возникла вновь в 1990-х годах, уже без Тёрнера, под названием Judge Trev’s Inner City Unit. Впоследствии, меняя состав, коллектив эпизодически выступал на концертах и фестивалях, в частности, на заключительном вечере FennerFest в Слоуфе (2006).
29 ноября 2009 года участники Inner City Unit во главе с Тёрнером выступили на концерте в Лондоне памяти Барни Бабблса. Дед Фред и Стив Понд, участники группы, выступая как Krankshaft, в 2010 году выпустили альбом The Red Flame Superstar, посвящённый памяти Калверта, куда вошли 13 треков, записанных им в разное время.

## Состав
- Nik Turner — саксофон, вокал
- Judge Trev Thoms — гитара
- Dead Fred — клавишные, синтезатор
- Mick Stupp (Dino Ferari) — ударные
- Steve Pond — гитара, вокал
- Nazar Ali Khan — бас-гитара

## Дискография
- Pass Out (1980)
- The Maximum Effect (1981)
- Punkadelic (1984)
- Newanatomy (1985)
- The President’s Tapes (1985)[1]